# Nate
Pour les articles homonymes, voir Nate (homonymie).
Nate (en coréen : hangul, 네이트) est un site internet sud-coréen développé par SK Telecom. En 2003, Nate acquiert le service communautaire en-ligne Cyworld, et en 2004, il finit en première place avec 3,8 millions de visite, dépassant pour la première fois son rival Daum Communications. NateOn est un client de messagerie propriété de Nate, qui a, en 2005, dépassé MSN Messenger en termes d'utilisateurs sud-coréens ayant souscrit au site. Durant la troisième semaine de mai 2005, les utilisateurs sud-coréens de NateOn sont comptés à 7,54 millions, comparé au 6,5 millions sur MSN Messenger.